# 界湖街道
界湖街道，是中华人民共和国山東省临沂市沂南县下辖的一个乡镇级行政单位。

## 行政区划
界湖街道下辖以下地区：
西村社区、水湖套社区、南村社区、新庄子社区、潘家庄社区、前中疃社区、北村社区、东村社区、后中疃社区、团山庄社区、小白石窝社区、西芙蓉社区、营里社区、白石官庄社区、城东社区、西山社区、南山社区、东明生村、西明生村、夏庄村、枣林庄村、金场村、韩家庄村、南寨村、北寨村、远里村、朱家岭村、圣良庄村、张家营村、柳行村、布稻囤村、周家独树村、李家独树村、石浪头村、大成庄村、后胡家埠村、南神墩村、丹山子新村、德胜官庄村、东兴村、卧龙源村、新城二村、新城三村、新城一村、新独树村、鑫源村、徐家独树村、迎宾村和滨河村。

## 参阅
- 北寨墓群